# Corcelles-les-Monts
Corcelles-les-Monts település Franciaországban, Côte-d’Or megyében. Lakosainak száma 654 fő (2022. január 1.). Corcelles-les-Monts Plombières-lès-Dijon, Flavignerot, Couchey, Velars-sur-Ouche, Chenôve, Dijon és Marsannay-la-Côte községekkel határos.

## Népesség
A település népességének változása:
| Lakosok száma | 258  | 757  | 783  | 693  | 655  | 650  | 640  | 625  | 632  | 654  |
|               | 1968 | 1982 | 1990 | 2006 | 2013 | 2015 | 2017 | 2019 | 2020 | 2022 |